# Moneva (kommunhuvudort)
Moneva är en kommunhuvudort i Spanien.   Den ligger i provinsen Provincia de Zaragoza och regionen Aragonien, i den östra delen av landet, 250 km öster om huvudstaden Madrid. Moneva ligger 657 meter över havet och antalet invånare är 115.
Terrängen runt Moneva är platt åt sydväst, men åt nordost är den kuperad. Moneva ligger nere i en dal. Runt Moneva är det mycket glesbefolkat, med 6 invånare per kvadratkilometer. Närmaste större samhälle är Muniesa, 10,8 km söder om Moneva. Trakten runt Moneva består till största delen av jordbruksmark.